# Florencio Varela
Florencio Varela – miasto w Argentynie, położone w północnej części prowincji Buenos Aires.

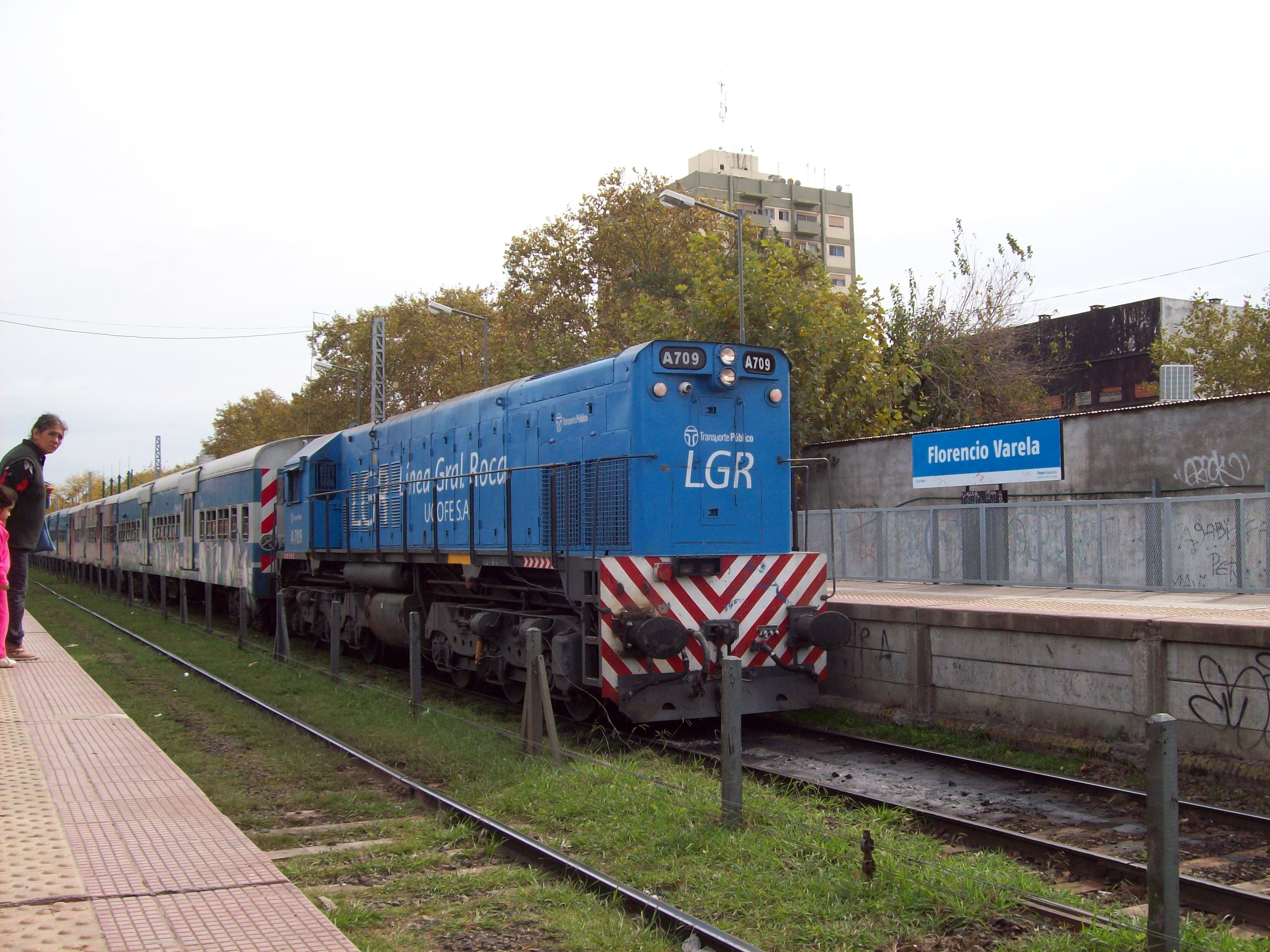
Stacja kolejowa Florencio Varela

## Opis
Miejscowość została założona 30 stycznia 1891 roku. W mieście jest węzeł drogowy-RP1, RP4 i RP53, przebiega też linia kolejowa. Florencio Varela wchodzi w skład aglomeracji Buenos Aires. 29 grudnia 2009 został założony w mieście Uniwersytet publiczny A. Jauretche. 